# If U Seek Amy
"If U Seek Amy" pjesma je američke pop pjevačice Britney Spears. Objavljena je 10. ožujka 2009. kao treći singl s njenog šestog studijskog albuma Circus u izdanju Jive Recordsa.

## Pozadina
Pjesmu je napisao i producirao Max Martin, koji je napisao njezine hitove "…Baby One More Time" i "Oops!... I Did It Again". To je prvi put nakon njezinog albuma "Britney" da opet rade skupa. Pjesma se snimila u Sunset Studiosu u Hollywoodu. Prateći vokali su snimili Kinnda i Martin u Stockholmu.
5. studenog 2008. na njezinoj službenoj stranici je postavljena anketa u kojoj se trebao odabrati treći singl za albuma, pjesma "If U Seek Amy" je odabrana kao treći sigl. 7. siječnja 2009. je dokazano da je pjesma dobila 26% od svih glasova.

## Popis pjesama
Američki promotivni maksi singl
1. "If U Seek Amy" (radio verzija) — 3:37
2. "If U Seek Amy" (glavna verzija ) — 3:36
3. "If U Seek Amy" (instrumentalna verzija) — 3:30
4. "If U Seek Amy" ("čista" acapella) — 3:36
5. "If U Seek Amy" ("prljava" acapella) — 3:37

CD singl za britansko i australsko tržište
1. "If U Seek Amy" (Main Version) — 3:37
2. "Circus" (Joe Bermudez Radio Remix) — 3:43

Američki promotivni CD singl
1. "If U See Amy" (američka radio verzija) — 3:20

CD singl za korejsko tržište/ Njemački premium singl"
1. "If U Seek Amy" (Main Version) — 3:38
2. "If U Seek Amy" (Bimbo Jones Radio Remix) — 2:57
3. "If U Seek Amy" (Crookers Remix) — 4:29
4. "If U Seek Amy" (U-Tern Remix) — 6:10
5. "If U Seek Amy" (Music Video)

iTunes EP s remiksevima
1. "If U See Amy" (Crookers Remix) — 4:29
2. "If U Seek Amy" (Mike Rizzo Funk Generation Club Mix) — 7:52
3. "If U Seek Amy" (Weird Tapes Club Mix) — 5:15
4. "If U Seek Amy" (Junior Vasquez Big Room Mix) — 9:43
5. "If U Seek Amy" (U-Tern Remix) — 6:10
6. "If U Seek Amy" (Doug Grayson Club Mix) — 5:18

## Ljestvice
| Ljetvice                           | Najviša pozicija |
| ---------------------------------- | ---------------- |
| Australija                         | 11               |
| Austrija                           | 34               |
| Belgija (Flandrija)                | 16               |
| Belgija (Valonija)                 | 8                |
| Kanada                             | 13               |
| Danska                             | 23               |
| Francuska                          | 10               |
| Irska                              | 11               |
| Novi Zeland                        | 17               |
| Njemačka                           | 36               |
| Švedska                            | 13               |
| Švicarska                          | 61               |
| UK                                 | 20               |
| SAD Billboard Hot 100              | 19               |
| SAD Billboard Hot Dance Club Songs | 16               |

## Povijest objavljivanja
| Regija                | Datum             | Format                       |
| --------------------- | ----------------- | ---------------------------- |
| SAD                   | 10. ožujka 2009.  | Radio                        |
| Australija            | 16. ožujka 2009.  | CD singl                     |
| Italija               | 16. ožujka 2009.  | Digitalni download           |
| Ujedinjeo Kraljevstvo | 4. svibnja 2009.  | CD singl, digitalni download |
| Njemačka              | 29. svibnja 2009. | CD singl, digitalni download |